# رودانثيموم هوسمارينسي
رودانثيموم هوسمارينسي وتُعرف باسم زهرة الأُقحوان المغربية هي نوعٌ من النباتات المزهرة مِنْ فَصيلة النجيمة، مُتوطنة في جبال الأطلس بِالمغرب. وهي شجيرة كثيفة تنمو حتى 30 سنتيمتر (12 بوصة). وقد حَصلت على جائزة الاستحقاق للحدائق لِلجمعية الملكية للبَستنة.

## التصنيف
دُرست هذه النبتة دراسةً دقيقة، ونُوقشَ نسبها الصَّحيح. نتيجة لذلك، يُوجد عدد كبير من المُرادفات التي تُطلق عليها، بما في ذلك ما يلي:
| - أقحوان هوسمارينسي - زهرة الأقحوان - أقحوان ماريس - أقحوان مارسي فار. هوسمارينسي | - لوكانثيموبسيس هوسمارينسيس - لوكانثموم هوسمارينسي - هوسمرينسي بيرثروبس - بروثروبس مارسي فار. هوسمارينسي |